# Yahualica de González Gallo
Yahualica de González Gallo är en ort i Mexiko.   Den ligger i kommunen Yahualica de González Gallo och delstaten Jalisco, i den centrala delen av landet, 400 km väster om huvudstaden Mexico City. Yahualica de González Gallo ligger 1 792 meter över havet och antalet invånare är 14 971.
Terrängen runt Yahualica de González Gallo är kuperad norrut, men söderut är den platt. Terrängen runt Yahualica de González Gallo sluttar österut. Runt Yahualica de González Gallo är det ganska glesbefolkat, med 47 invånare per kvadratkilometer. Yahualica de González Gallo är det största samhället i trakten. I omgivningarna runt Yahualica de González Gallo växer huvudsakligen savannskog.